# 윈저 그레이트 파크

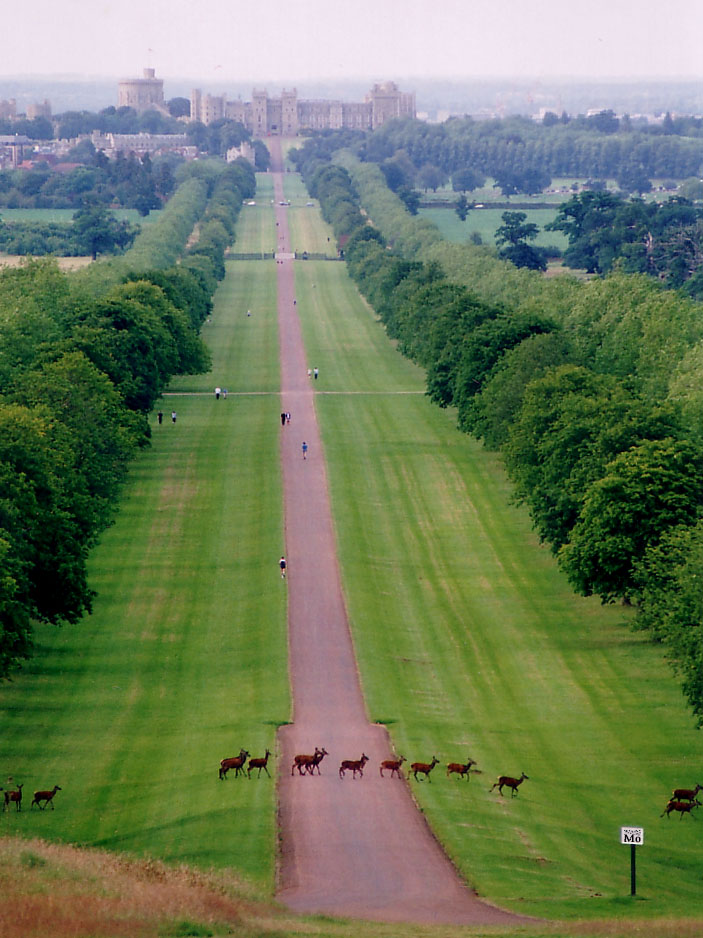
윈저 그레이트 파크의 롱 워크 (Long Walk) 따라 움직이는 사슴들.

윈저 그레이트 파크(Windsor Great Park)는 윈저 남쪽, 버크셔 주와 서리 주와 마주보는 2의 면적으로 구성한 큰 사슴 공원이다. 이 공원은 여러 세기 동안 윈저 성의 사적인 수렵지로 쓰였다. 13세기 중반에 처음으로 기록에 공원의 이름이 나왔다. 현재는 여가용 공간으로 일반인에게 대부분 공개한다. 영국왕립토지위원회가 관리, 소유하며 역사적으로 몇 배의 면적을 지냈으며 윈저 숲(Windsor Forest)와 윈저 왕립 공원(Windsor Royal Park)이라는 이름으로 불렸다.

## 지리
공원은 다양한 특색이 있는 약한 파도 모양의 구조로 갖추었다.

## 같이 보기
- 사냥꾼 허른